# Orix
Orix is een historisch merk van scooters.
Italiaans merk dat gevestigd was in Alessandria en van 1949 tot 1954 scooters met 125- tot 175 cc ILO-blokken maakte. Omdat bij het merk Prina in het 30 km verderop gelegen Asti vanaf 1952 scooters onder de naam Orix-Prina gemaakt werden, bestond er kennelijk een verband tussen de twee merken.